# Анчугово
Анчугово — деревня в Катайском районе Курганской области России. Входит в состав Верхнетеченского сельсовета.

## География
Деревня находится на северо-западе Курганской области, в пределах юго-западной части Западно-Сибирской равнины, в лесостепной зоне, на берегах реки Течи, на расстоянии примерно 42 километров (по прямой) к югу от города Катайска, административного центра района. Абсолютная высота — 116 метров над уровнем моря.
Климат
Климат характеризуется как резко континентальный, с холодной продолжительной малоснежной зимой и тёплым сухим летом. Среднегодовая температура — 1 °C. Средняя температура воздуха самого холодного месяца (января) составляет −17,2 °C (абсолютный минимум — −46 °С); самого тёплого месяца (июля) — 18 °C (абсолютный максимум — 41 °С). Годовое количество атмосферных осадков — 391 мм. Продолжительность периода с устойчивым снежным покровом равна 159 дням.
Часовой пояс
Деревня Анчугово, как и вся Курганская область, находится в часовой зоне МСК+2. Смещение применяемого времени относительно UTC составляет +5:00.

## История
До 1917 года в составе Верхтеченской волости Шадринского уезда Пермской губернии. По данным на 1926 год деревня Анчугова состояла из 486 хозяйств. В административном отношении входила в состав Верхтеченского сельсовета Верхтеченского района Шадринского округа Уральской области.

## Население
| 1989 | 2002 | 2010 |
| ---- | ---- | ---- |
| 328  | ↘294 | ↘199 |

По данным переписи 1926 года в деревне проживало 2283 человека (1051 мужчина и 1232 женщины), в том числе: русские составляли 100 % населения.

Гендерный состав
По данным Всероссийской переписи населения 2010 года в гендерной структуре населения мужчины составляли 45,2 %, женщины — соответственно 54,8 %.
Национальный состав
Согласно результатам Всероссийской переписи населения 2002 года, в национальной структуре населения русские составляли 90 %.